# 텃밭부 사건일지
《텃밭부 사건일지》는 오이츄 작가가 매주 수요일에 네이버 웹툰에서 연재한 웹툰이다.

## 줄거리
오조여자중학교로 전학 온 한예온이 텃밭부에 가입한 후 미스터리한 사건을 겪고 텃밭부가 그 사건의 진실을 알아내려 하는 이야기이다.

## 등장인물

### 텃밭부 부원
- 한예온

주인공. 오조 여중의 전학생. 자신만만하고 똑똑하며, 텃밭부원들과 살인 사건의 진실을 파헤친다.
- 강백지

텃밭부의 일원. 힘이 세다. 유도부이기도 하다. 여자 중학교라는 설정이 없었다면 남자로 착각할 정도로 보이시한 외모를 가졌다.
- 신미림

텃밭부의 일원. 귀신을 볼 줄 안다고 한다. 정작 아버지는 목사시다.
- 윤새싹

텃밭부의 일원. 잘생긴 남자를 좋아한다. 부모님이 보쌈집을 하신다.

### 오조 여중 교직원
- 박규만

현 교장으로, 전에는 체육 선생님이었다. 김주희가 오주영을 살해했다 믿고, 그것을 전 이사장의 약점으로 잡아 자신의 승진에 이용하고 온갖 비리를 저지른다.
- 민병훈

영어 선생님이지만 영어 발음이 좋지 않아 늘 놀림 받는다. 한 아이가 왕따 당하는 것을 보고 도와줬다. 전에 텃밭부 담당이었는데, 그만두었다가 현재 다시 텃밭부 담당 선생님이 되어 텃밭부 아이들을 돕는다.
- 한단애

수학 선생님. 학부모에게 돈을 받고 한 학생의 시험 답안지를 대신 써주는 일을 했다. 텃밭부가 그 사실을 알게 되어 경찰에 잡혀간다.
- 최철원

미술 선생님으로, 전 이사장의 조카이다. 학생들의 사진을 몰래 찍고 다녔다. 그 사실이 텃밭부에게 발각되어 징계를 받는다.
- 송진욱

과학 선생님으로, 김주희의 동생이다. 김주희가 정말 오주영을 살해했다고 생각했으나 주희에게 사건의 진실을 듣게 된다. 알게 모르게 텃밭부를 도와주었다.
- 연누리

보건 선생님. 살인 사건의 용의자로 지목되었으나, 현재는 오해가 풀렸다. 정현수를 짝사랑한다.
- 정현수

급식실 취사원. 텃밭부의 텃밭에 뼈를 묻어 살인사건의 용의자로 지목되었으나, 그저 텃밭에 영양분을 공급하고 있던 것이었다.

### 기타
- 오주영

전 이사장의 손녀. 김주희의 친구이다. 몸이 좋지 않아 김주희와 삶을 바꾸기로 한다. 이미 죽었지만 김주희를 살해했다는 누명을 쓴다.
- 김주희

오주영의 친구로, 오주영의 삶을 대신 살게 된다. 현 이사장.